# Mount Sturm
Mount Sturm är ett berg i Antarktis. Det ligger i Östantarktis. Nya Zeeland gör anspråk på området. Toppen på Mount Sturm är 2 320 meter över havet.
Terrängen runt Mount Sturm är kuperad åt sydväst, men åt nordost är den bergig. Trakten är obefolkad. 